# Knivskjellodden
Knivskjellodden je poluotok u općini Nordkapp i okrugu Finnmark u Norveškoj. Najsjevernije je mjesto na otoku Magerøya u Sjevernoj Norveškoj te se često smatra i najsjevernijom točkom Europe, dok najsjeverniju kontinentalnu točku predstavlja obližnji Kinnarodden na poluotoku Nordkinn. Najsjeverniju točku teritorija Norveške pak predstavlja Rossøya, otok u Svalbardskom otočju, koji doseže 80. paralelu sjeverno.
Knivskjellodden se može doseći isključivo pješice, 9 kilometara dugom rutom od parkirališta blizu Europskog pravca E69, 6 km južno od Nordkappa. 